# Janoji
Janoji fou el segon raja Bhonsle maratha de Nagpur, fill i successor de Raghuji I el 1755.
Era el més gran dels quatre fills legítims i hereu designat però el seu germà Mudhoji I li va disputar el tron al·legant que toit i haver nascut segon, era el fill gran de la primera dona. Segons la primogenitura llavors en vigència aquesta reclamació no tenia cap suport i diversos senyors es van pronunciar per Janoji: Krisnaji Govind Rao subadar de Berar, Narahar Ballal, subadar de Nagpur, Sivabhat Sathe, subadar de Cuttack, Raghuji Karanade, Bimbaji Vanjal, Naroji Jacaka, Sivaji Kesav Talkute, Anandrav Vagh i Krisnaji Atole. Mudhoji va tenir el suport de 
Sadasiv Hari (el seu ministre), Dinkar Vinayak, Sivaji Vinayak i Narashigrav Bhavani. La disputa fou presentada davant el peshwa Balaji Baji Rao i els dos germans foren cridats a Poona. El títol de Senasaheb Subha fou concedit a Janoji, i Madhoji va rebre el nou títol de Senadhurandhar i se li va concedir Chandrapur o Chanda i Chhattisgarh (amb capital a Chanda). Els altres dos fills residirien a Chhattisgarh (Bimbaji) i Darwa (Sabaji); els germans van acceptar pagar al peshwa 20 lakhs. El sanad designat el senasaheb no va ser emès fins al 1761, per Tara Bai, quan Madhao Rao va assolir el càrrec de peshwa. Mentre les converses de Poona van durar, Janoji i Mudhoji es van combatre l'un a l'altra fins a la resolució del peshwa.
El 1757-58 Mudhoji va acompanyar a Raghunath Rao en la seva expedició al nord de l'Índia però no va tardar a tornar. En la batalla d'Udgir, Janoji i Madhoji van anar en ajut de Bhau Sahib quan estava a punt de ser derrotat; per un temps van ajudar al peshwa en el seu atac al nizam a Sindkhed.
El 1759 altre cop els dos germans van intentar arreglar les diferències recorrent a les armes i una batalla es va lliurar a prop de Rahatganv en la qual Mudhoji fou derrotat; després es va fer un tractat pel que es va decidir que Mudhoji participaria activament al govern i el nobles Raghuji Karande, Trimbakji Raje (Wavikar) Bhonsle i Piraji Nimbalkar actuatien de mitjancers per evitar trencaments en el futur. Piraji Nimbalkar amb una forçsa de sis mil homes va quedar al servei de Janoji. El 1760 a la següent disputa, fou Sadasivrav (Sadasiv Rao) qui fou designat mitjancer; aquest es va mostrar d'acord a canvi de ser ajudat en la seva lluita contra el nizam però abans de rebre cap ajuda el nizam i Sadasivrav van signar un acord.
Poc després Mudhoji va haver de fugir de Chanda quan dos dels seus oficials, Abaji Bhonsle i Gangadharpant, es van girar contra ell, i aprofitant la situació Janoji va marxar a Chanda però aviat va abandonar la zona per participar en la guerra entre el peshwa i el nizam i va deixar encarregats de la conquesta de Chanda a Tulojipant i Majidkhan. Aquesta constant guerra civil va afectar els poder dels Bhonsle. Finalment els dos germans es van reconciliar quan Janoji, que no tenia fills, va decidir adoptar com a hereu el fill de Mudhoji, el futur Raghuji II.
Janoji va donar suport al nizam en la seva lluita contra el peshwa; pels esforços de Shahu es va reconicliar amb el peshwa, Fou Baji Rao el que va concertar l'acord entre Janoji i Mudhoji abans esmentat. Janoji no va complir mai amb els pagaments dels tributs acordats al peshwa quan li fou concedit el títol de Senasaheb, i el peshwa va intentar cobrar a través dels seus agents Vyankat Moresvar i Trimbakaji Bhonsle, sense èxit.
Janoji, ni tampoc Madhoji, van prendre part en la batalla de Panipat del 1761; després de la batalla va poder dominar als caps bundeles. El nou peshwa fou Madhav Rao I i el seu oncle Raghunath Rao s'hi va mostrar en desacord; el nizam buscava la revenja després de la batalla d'Udgir i va atacar les places sagrades de Toka i Pravara-Sangam i els palaus de Sindhia a Srigonda; el desembre de 1761 va acampar a Urulikancan disposat a atacar Poona. Raghunath Rao va fer una cridat urgent als marathes buscant ajut, Janoji es va unir al peshwa amb el seu exèrcit i va estar present a la batalla de Cambhargonda amb uns set o vuit mil homes; el nizam,, rodejat pels marathes, es va haver de rendir; encara que molts nobles eren partidaris de liquidar al nizam, Raghunath Rao li va oferir condicions honorables en el tractat d'Uruli o Urulikancan, a canvi d'assegurar-se el seu suport contra Madhav Rao, i també va obtenir el suport de Janoji; Raghunat i els seus partidaris van decidir deposar el peshwa. Janoji i el nizam es van trobar a Kalaburgi (Gulburga) i van acordar donar suport a la deposició i es van repartir la recaptació de territoris on Janoji tindria el 40% i el nizam el 60%. Vyankar Moresvar i Ramaji Ballal, agents de Madhav, van intentar treure a Janoji (assessorat per Divakarpant) del complot, sense èxit. Finalment Madhav es va rendir al seu oncle i va posar fi a la guerra civil, però això va impedir a Janoji obtenir els territoris que esperava (els de la branca Chatrapati de Satara). Raghunath va començar a repartir títols entre els seus favorits i es va celebrar una reunió de caps marathes a Aleganv.
L'aliança de Raghunath i el nizam es va esvair i Janoji i el nizam van començar a formar una coalició amb cortesans descontents contra el cap maratha. Janoji el nizam es van trobar a Gulburga el 9 de febrer de 1763 per discutir el repartiment de les terres del peshwa; s'hi van unir entre d'altres els Patvardhans i els Pratinidhis. El nizam va presentar llavors les seves peticions al peshwa: la cessió de tots els forts a l'est del riu Bhima i la restitució de tots els jagirs als que n'havien estat privats; a més el peshwa resoldria els afers amb consulta amb el nizam.
Raghunathrav va abandonar una campanya en territori de Mysore (governat per Haidar Ali) i es va dirigir a Aurangabad amb el suport de Malhar Rao Holkar (al que es van prometre territoris) i va decidir assolar territoris del nizam i dels seus aliats. El nizam va decidir atacar Poona per consell de Janoji i forces dels dos van fer l'atac. Gopikabai que defensava la ciutat es va tancar al fort de Purandar i Poona fou cremada i va haver de pagar un fort tribut; diversos temples hindús foren destruïts. Raghuji Karande, general de Janoji, va assolar la regió a l'entorn de Sinhga i Purandar; va capturar també Sasvad amb una part del tresor i dels arxius de l'estat. Mentre Raghunath Rao saquejava el territori del nizam a sang i foc i va enviar a Madaji Sindhia contra el territori dels Bhonsle i després anar a Berar. Raghunath Rao va recriminar en una carta a Janoji la seva aliança amb el nizam i Malhar Rao Holkar va intentar fer canviar a Janoji de bàndol a través dels seus consellers Divakarpant i Bhavani Munsi. Se li va oferir territori i títols i finalment Janoji es va passar al peshwa i va prometre canviar de bàndol al moment en què els marathes ataquessin el nizam; altres nobles marathes també van ser convençuts de fer el mateix: Bhavanrav Pratinidhi, Gopalrav Patvardhan, Piraji Nimbalkar i Gamaji, a canvi de jagirs i de ser restaurats en les seves posicions anteriors. A la batalla de Raksasabhuvan (10 d'agost de 1763) el nizam fou derrotat i es va haver de rendir i cedir diversos territoris. Janoji va oferir un banquet al peshwa que va segellar la reconciliació dels dos homes (temporalment).
El 1765 hi havia algunes tensions entre el nizam i Janoji per l'administració compartida de Berar i Mora Dhondaji, oficial del nizam, fou atacat per homes de Janoji. El nizam volia venjar-se de Janoji per la seva traïció a la batalla de Raksasabhuvan i va demanar ajut al peshwa contra els atacs de Janoji. El peshwa, ara Madhav Rao, va decidir donar suport al nizam. El 17 d'octubre de 1765, Madhav va sortir de Poona i es va reunir amb forces del nizam manades pel ministre Rukn al-Daula (uns vuit mil homes) acampant junts a Edalabad (desembre de 1765). Raghunath Rao es va unir a les forces del seu nebot. El nizam pel seu costat va sortir amb un altre exèrcit (ben equipat amb artilleria) i va acampar a Karanja. Des d'Edalabad les forces del peshwa van anar cap a Balapur i van començar a atacar territori dels Bhonsle i va cobrar tributs a Balapur i Akola, Janoji i Mudhoji es van retirar al fort d'Amner amb les seves famílies i després al fort de Chanda. Janoji va veure que l'enemic era massa fort i va demanar la pau. El peshwa es va considerar satisfet i es va signar un tractat a Kholapur, prop de Daryapur, el 1766, en el qual Janoji va perdre tres quarts del territori obtingut després de la batalla de Raksasabhuvan que foren repartits entre el nizam i el peshwa.
En l'enfrontament de 1768 entre Madhav Rao i Raghunath Rao, Janoji va donar suport al segon, però aquest fou derrotat i detingut abans de poder rebre ajut de Janoji. Madhav va decidir castigar a Janoji; aquest va enviar a negociar a Chimanaji Rakhamangad Chitanis al que el peshwa va refusar escoltar i va exigir l'entrega del conseller Devajipant que considerava responsable que Janoji hagués donat suport a Raghunath. Devajipant fou arrestat a Poona. Madhav va anar a Berar amb els seus generals Gopalrav Patvardhan i Ramachandra Ganes Kanade on el nizam va enviar un exèrcit de vuit mil homes manat per Rukn al-daula i Ramchandra Jadhav; el peshwa amb el suport de les forces del seu aliat va ocupar el territori dels Bhonsle a l'oest del riu Wardha; els parents de Janoji es van refugiar a la fortalesa de Gawilgarh on fou portat el tresor. Janoji, amb les seves forces, va acampar a Tivasa, a l'oest del Wardha. El peshwa va conquerir el fort d'Amner (20 de gener de 1769) i es va dirigir a Nagpur que fou saquejada i cremada venjant el mateix que s'havia fet a Poona; el fort de Bhandara fou assetjat i ocupat per Ramachandra Ganes; llavors les forces del peshwa es van dirigir al fort de Chandrapur o Chanda que fou assetjat; Janoji va anar cap allí combatent pel camí amb les forces enemigues; Janoji va fer córrer el rumor que anava cap a Poona per alliberar a Raghunath Rao (que estava arrestat a la ciutat); al mateix temps Devajipant, també arrestat pel peshwa, va rebre una carta de Janoji on assenyalava que atacaria Poona, carta que lògicament fou interceptada pels agents del peshwa, que va caure alparany i va abandonar el setge de Chanda retornant a Poona, i va enviar una carta a Janoji (3 de març de 1769) expressant el seu desig de pau. Janoji va acceptar i es va signar a la rodalia de Kanakpur el 23 de març de 1769. Segons aquest tractat Janoji recuperava territoris que compensaven en recaptació la pèrdua de 1766 (tractat de Daryapur); Akalkot (confiscat per Janoji) era retornat al peshwa; els Bhonsles podrien recaptar la ghasdna a la província d'Aurangabad (que era del peshwa) i en territoris del nizam on aquest no recaptés; Janoji hauria de servir al peshwa quan fos requerit a fer-ho i tindria una posició subordinada al peshwa al que pagarien un tribut anual de 5 lakhs de rupie; finalment Janoji entregava al peshwa Reva Mukundpura, Mahoba, Carthane, Jintur, Sakarkheda i Mehekar.
Janoji Bhosle havia adoptat al seu nebot Raghuji. El 1772, prop de la mort, va obtenir de Madhav Rao el seu consentiment per l'adopció. Janoji va morir el 16 de maig de 1772. Formalment el va succeir Raghuji II, però com que no va rebre el títol de senasaheb, un germà de Janoji, Sabaji, va intentar obtenir aquest títol i com que Mudhoji, el pare i regent del nou raja era un declarat partidari de Raghunath Rao, Madhav va enviar el títol i honors a Sabaji. La vídua de Janoji, Daryua Bai, va donar suport a Sabaji i va revelar que estava en estat i que podia donar a llum a un fill.

## Nota
1. ↑  a Worldstatesment es dona la data de 22 de maig de 1773